# Carles Gauran i Casals
Carles Gauran i Casals   (Barcelona, 1816 - Barcelona, 2 de març de 1885) fou un arquitecte català.

## Biografia
Va néixer a Barcelona el 1816, fill i net de constructors de carruatges. Estudià Arquitectura a l'Escola de la Llotja de Barcelona amb el professor Josep Casademunt, deixeble d'Antoni Cellers. El mes de setembre del 1846 es traslladà a Madrid i el dia 24 va fer l'examen oficial a la Real Academia de Nobles Artes San Fernando, on obtingué el títol d'arquitecte (1 de novembre). El 1849 li van convalidar el títol de Director de Caminos Vecinales. Començà treballant al barri de Sant Pere, que és d'on ell provenia, i col·laborà en l'equip de l'arquitecte Joan Soler i Mestres en el treball d'apreuament de finques de Barcelona per a l'impost de la contribució (havien de fer 20 cases al dia). També treballa per la Comisión Provincial de Estadística Territorial de Barcelona. Fou arquitecte municipal de Martorell i Molins de Rei.
Segons consta a la seva partida de defunció, va morir el 2 de març del 1885 a dos quarts de 10 de la nit als 68 anys a casa seva, al segon pis del carrer del Comerç, 30 (actual número 20) de Barcelona, d'una hemorràgia cerebral. El funeral se celebrà el dia 11 a les 10 del matí a la parròquia de Sant Pere de les Puel·les.

## Obra

### Urbanisme
A la dècada del 1850 aixecà l'Atles parcel·lari de tot el terme municipal de Vilafranca del Penedès i formà un dels equips que aixequen el plànol general de Barcelona, conegut com a Quarterons d'en Garriga i Roca (arquitecte municipal de Barcelona). També projectà l'obertura del carrer de Ponent (actualment Joaquim Costa) del Raval de Barcelona (1858). Igualment, aixeca els plànols geomètrics de municipis com el de Sant Julià de Vilatorta (1852) i el de Sant Iscle de Vallalta (1860).

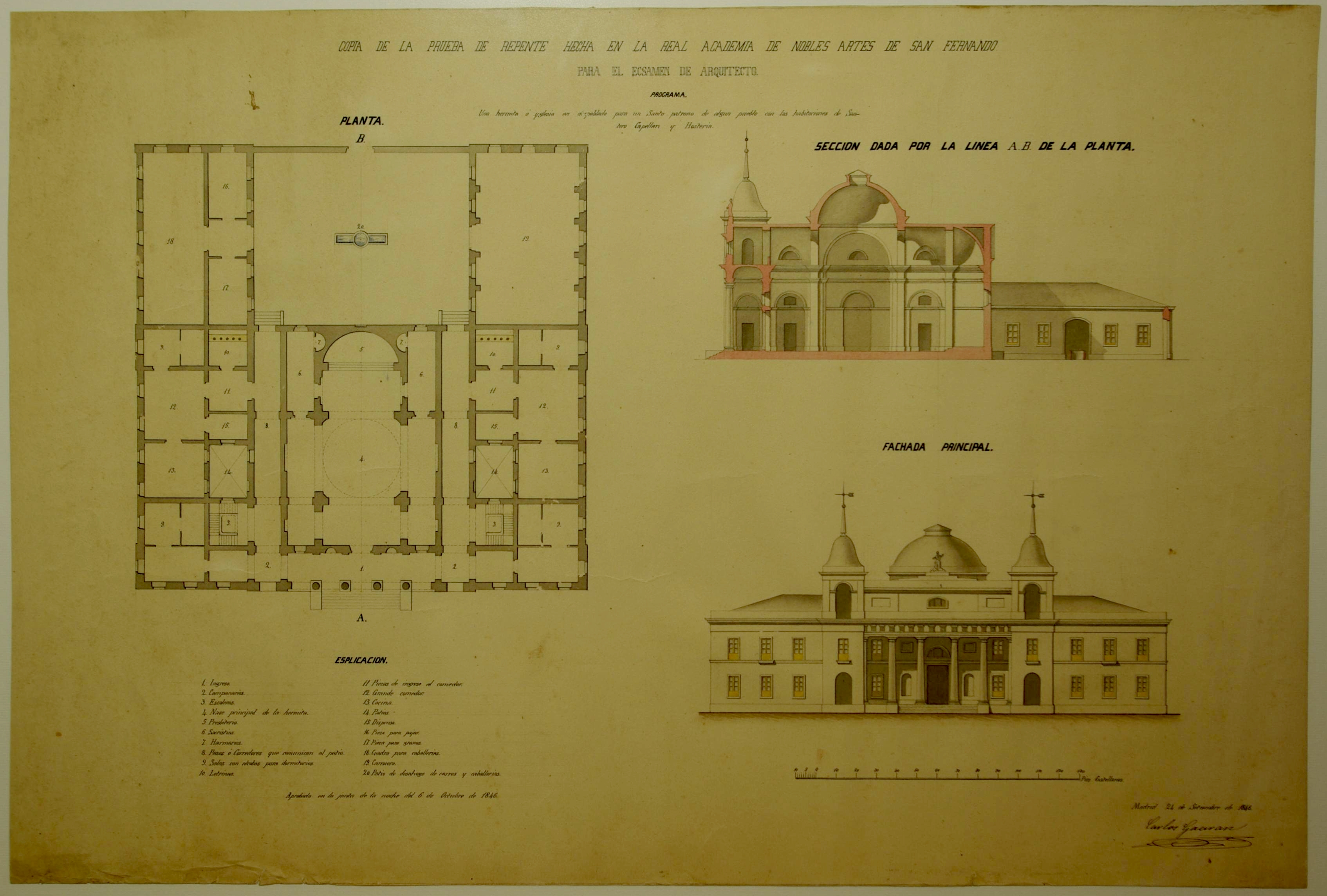
Còpia de l'examen a la Real Academia San Fernando feta pel mateix arquitecte.

Estigué molt vinculat a la Comisión Provincial de Estadística de Barcelona i va formar part de diverses comissions creades per la Administració provincial d'Hisenda per a resoldre expedients de reclamació (Vic 1852, Igualada 1860, Sant Sadurní d'Anoia 1862, etc.). També va ser membre acadèmic de la Reial Acadèmia de Belles Arts de Sant Carles i exercí d'arquitecte municipal a Martorell, Molins de Rei i la vila de Gràcia. Va sobresortir en els treballs de topografia, fent nombrosos parcel·laris municipals i finques privades superant amb destresa les limitacions dels instruments de l'època. En aquest sentit, és notable el Plano geométrico de los terrenos de la derecha del río Ebro desde Amposta al mar y la costa del Mediterráneo desde San Carlos de la Rapita hasta al desembocadura del río de 1861, conservat a l'Arxiu de la Corona d'Aragó.

### Arquitectura
Durant aquesta època també va fer projectes religiosos, com tres retaules per a l'església de Santa Maria del Mar (cremats el 19 de juliol del 1936), l'ampliació de la parròquia de Sant Andreu de Llavaneres (1856) o el projecte del cementiri de Taradell (1858). A partir de la dècada del 1860 va projectar diverses cases al municipi de Sant Martí de Provençals, a més de seguir projectant obres al centre antic com la reforma del Palau Berenguer d'Aguilar al carrer de Montcada el 1861, o cases al Portal Nou i als carrers de Petritxol i del Rec.
També en aquest període començà a treballar a Sant Sadurní d'Anoia, ressolent expedients de reclamacions per a la Comisión Provincial de Hacienda, i es va fer molt popular com a persona dialogant i de consens. Li encarreguen el parcel·lari municipal, que treballa durant durant 3 anys, i projectà la reforma de la parròquia del poble. Era molt apreciat a la vila, i rebé diversos encàrrecs de cases de diferents propietaris com la casa Madurell (1864). A finals d'aquesta dècada i principis de la del 1870, començà a fer projectes a l'incipient Eixample de Barcelona, amb cases de veïns als carrers de Casp, Girona, Aribau o a la Gran Via.
Projectà diferents edificis d'habitatges a la Vila de Gràcia fins al 1874, d'on acabaria essent arquitecte municipal (1874-1877). A principis de la dècada del 1880 va centrar la seva activitat a Molins de Rei i Martorell, que en aquells temps ja disposaven d'estació de ferrocarril que permetia una comunicació ràpida amb Barcelona, i on va exercir d'arquitecte municipal. A Martorell planejà les noves alineacions dels carrers a més de petites obres de reforma, i a Molins projectà les escoles públiques (1880), enderrocades per l'obertura del Passeig Pi i Margall, i aixecà el plànol parcel·lari de tota la ciutat (1880-1883), on anteriorment ja havia fet diversos plànols d'alineacions.

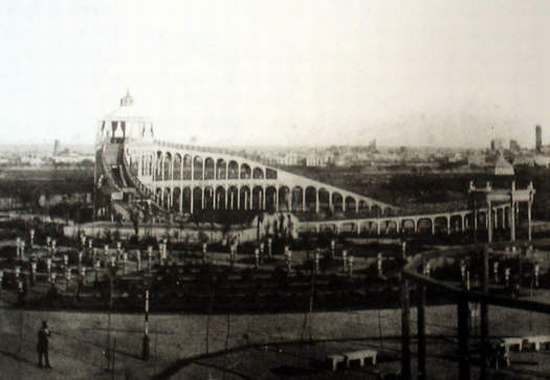
Teatre dels Camps Elisis (Barcelona), ca.1870